# 2044
|  | Denne artikel beskriver en fremtidig begivenhed Denne artikel eller sektion handler om planlagt eller forventet fremtidig begivenhed. Der kan forekomme spekulativ information, og indholdet kan ændres dramatisk når begivenheden nærmer sig og mere information bliver tilgængelig. |

| 2044               |
| ------------------ |
| Dødsfald - Fødsler |
|                    |

| Gregoriansk kalender | 2044 MMXLIV             |
| Ab urbe condita      | 2797                    |
| Armensk kalender     | 1493 ԹՎ ՌՆՂԳ            |
| Kinesiske kalender   | 4740 – 4741 癸亥 – 甲子 |
| Etiopisk kalender    | 2036 – 2037             |
| Jødisk kalender      | 5804 – 5805             |
| Hindukalendere       |                         |
| - Vikram Samvat      | 2099 – 2100             |
| - Shaka Samvat       | 1966 – 1967             |
| - Kali Yuga          | 5145 – 5146             |
| Iransk kalender      | 1422 – 1423             |
| Islamisk kalender    | 1466 – 1467             |

2044 (MMXLIV) er det 511. skudår siden Kristi Fødsel. Året begynder på en fredag. Påsken falder dette år den 17. april.
Se også 2044 (tal)

## Forudsigelser og planlagte hændelser
- Maj – En besked (Cosmic Call 2) udsendt fra den 70-meter store radar i Jevpatorija, Ukraine mod stjernen 55 Cancri når dets destination.
- 18. maj – rumgenstanden 2002 QF15 vil flyve tæt forbi Jorden
- 19. maj – Kennedy biblioteket i Boston, USA vil frigive til offentligheden dets 500-sider lange afskrift af en mundtlig historie omhandlende den 35. amerikanske præsident John F. Kennedy (1917 – 1963) fortalt af hans kone Jacqueline Kennedy Onassis (1929 – 1994) – forudsat hendes sidste barn er død.
- 23. august – Komplet solformørkelse fra Montana til North Dakota
- September – En besked (Cosmic Call 2) udsendt fra den 70-meter store radar i Jevpatorija, Ukraine mod stjernen HD 10307 når dets destination.
- Formørkelse af stjernen Regulus af planeten Venus. Den forrige formørkelse foregik den 7. juli 1959. Efter 2044 vil den næste Regulusformørkelse af Venus ske den 21. oktober 3187.

## Bøger
- 1984 (1948) af George Orwell – Efter amerikansk copyrightlovgivning gældende i 2008 vil 1984 blive public domain.
- The Outward Urge (1959) af John Wyndham – Det meste af den nordlige halvkugle bliver tilintetgjort af en ødelæggende atomkrig.

## Film & TV-serier
- Sexmissionen (1984) – Den polsk komedie / science fiction film om et post-nukleart samfund foregår dette år.
- Six Feet Under (2001-2005) – Karakteren David Fisher dør i dette år.
- DR1's julekalender Tidsrejsen tager delvist sted i dette år.

## Billeder
- John F. Kennedy
- Jacqueline Kennedy Onassis
- 55 Cancri
- Solformørkelse, denne fra 1999
- George Orwell, 1933